# 拉罗什贝尔纳
拉罗什贝尔纳（法語：La Roche-Bernard，法語發音：[la ʁɔʃ bɛʁnaʁ]）是法国莫尔比昂省的一个市镇，位于该省东南部，属于瓦讷区。

## 地理
拉罗什贝尔纳（47°31'6"N, 2°17'57"W）面积0.43 平方千米，位于法国布列塔尼大區莫尔比昂省，该省份为法国西北部沿海省份，位于布列塔尼半岛南部，北起阿摩尔滨海省、西接菲尼斯泰尔省，南濒大西洋，东南接大西洋卢瓦尔省，东临伊勒-维莱讷省。
与拉罗什贝尔纳接壤的市镇（或旧市镇、城区）包括：尼维亚克、埃比尼亚克、费雷勒、马尔藏。
拉罗什贝尔纳的时区为UTC+01:00、UTC+02:00（夏令时）。

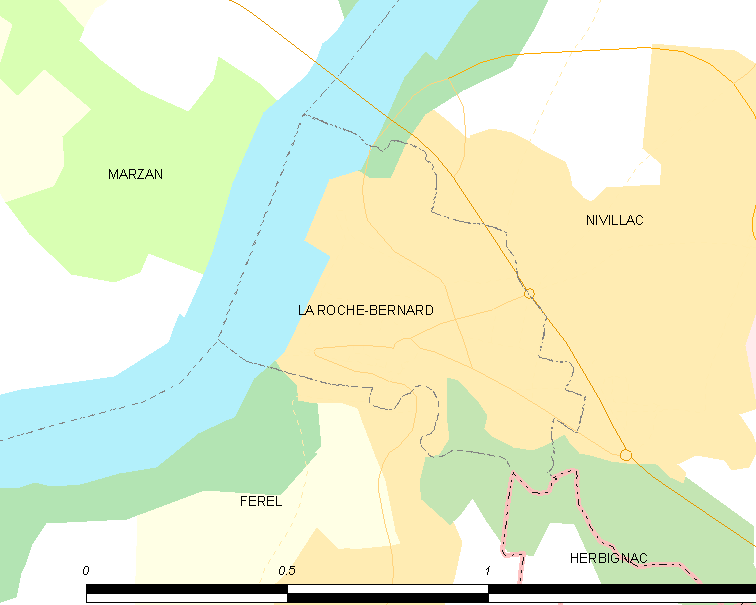
拉罗什贝尔纳的OSM定位图

## 行政
拉罗什贝尔纳的邮政编码为56130，INSEE市镇编码为56195。

## 政治
拉罗什贝尔纳所属的省级选区为米济亚克县。

## 人口

1962-2008年间拉罗什贝尔纳人口变化图示

拉罗什贝尔纳于2022年1月1日时的人口数量为720人。